# Syconycteris
Syconycteris és un gènere de ratpenats de la família Pteropodidae.
Comprèn les següents espècies:
- Syconycteris carolinae
- Syconycteris hobbit
- Syconycteris australis